# Brachymeria atridens
Brachymeria atridens är en stekelart som först beskrevs av James Waterston 1922.  Brachymeria atridens ingår i släktet Brachymeria och familjen bredlårsteklar. Inga underarter finns listade.